# Bombus suckleyi
Bombus suckleyi is een vliesvleugelig insect uit de familie bijen en hommels (Apidae). De wetenschappelijke naam van de soort is voor het eerst geldig gepubliceerd in 1860 door Greene. De soort komt voor in Canada en de Verenigde Staten en staat op de rode lijst van de IUCN als kritiek.